# Сент-Фуа (Арьеж)
Сент-Фуа́ (фр. Sainte-Foi) — коммуна во Франции, находится в регионе Юг — Пиренеи. Департамент коммуны — Арьеж. Входит в состав кантона Мирпуа. Округ коммуны — Сен-Жирон.
Код INSEE коммуны — 09260.

## Население
Население коммуны на 2008 год составляло 28 человек.
| 1962 | 1968 | 1975 | 1982 | 1990 | 1999 | 2008 |
| ---- | ---- | ---- | ---- | ---- | ---- | ---- |
| 9    | 15   | 19   | 19   | 20   | 22   | 28   |

## Экономика
В 2007 году среди 25 человек в трудоспособном возрасте (15—64 лет) 15 были экономически активными, 10 — неактивными (показатель активности — 60,0 %, в 1999 году было 69,2 %). Из 15 активных работало 14 человек (8 мужчин и 6 женщин), безработной была 1 женщина. Среди 10 неактивных 1 человек был учеником или студентом, 8 — пенсионерами, 1 был неактивным по другим причинам.